# 拉里·古思
劳伦斯·戴维·古思（Lawrence David Guth；生于 1977 年），美国数学家、麻省理工学院数学教授。

## 教育与职业生涯
古思于2000年毕业于耶鲁大学，获得数学学士学位。
2005年，他在麻省理工学院获得数学博士学位，师从托马什·姆罗夫卡 (Tomasz Mrowka)，研究具有随机形状物体的几何学。
麻省理工学院毕业后，古思前往斯坦福大学做博士后研究，之后在多伦多大学担任终身教职序列助理教授。
2011年，纽约大学科朗数学科学研究所聘请古思为教授，其研究领域被列为“度量几何、调和分析和几何组合学”。
2012 年，古思转至麻省理工学院（MIT），现任克劳德·香农数学教授。

## 研究
古思的研究强化了格罗莫夫关于本质流形的收缩不等式，并与内茨·卡茨 (Nets Katz) 合作解决了埃尔德什不同距离问题。他的研究兴趣还包括挂谷问题和收缩不等式。

## 荣誉与奖项
古思于 2010 年获得阿尔弗雷德·P·斯隆研究奖。他受邀在 2010 年于印度举行的国际数学家大会上作邀请报告，主题关于收缩几何学。
2013 年，美国数学学会授予古思年度塞勒姆奖，表彰他“对几何学和组合学的重大贡献”。
2014年，他获得了西蒙斯研究奖。
2015年，他获得了克莱研究奖。
他入选为 2019 年度美国数学学会会士，“以表彰其对调和分析、组合学和几何学的贡献，以及对高水平数学的阐述”。
2020年2月20日，美国国家科学院宣布古思是其新设立的、面向职业生涯中期数学家的2万美元玛丽亚姆·米尔扎哈尼数学奖的首位获奖者。获奖评语称：“因他在几何学、分析学、拓扑学和组合学之间建立了令人惊讶、原创且深刻的联系，这些联系解决或极大推动了这些领域中许多悬而未决的问题。” 他是 2020 年博谢纪念奖的三位获奖者之一。